# Una vida por el Zar
Una vida por el Zar (título original en ruso, Жизнь за царя, Zhizn za tsaryá; titulada por la censura soviética Iván Susanin, Иван Сусанин) es una "ópera patriótica trágico-heroica" en cuatro actos y un epílogo con música de Mijaíl Glinka y libreto en ruso de Kúkolnik, Rosen, Sollogub y Zhukovski que se basa en acontecimientos históricos. Fue estrenada el 9 de diciembre de 1836 en el Teatro Bolshói Kámenny de San Petersburgo.
La base histórica de la trama implica a Iván Susanin, el héroe patriótico de la Guerra polaco-rusa (1605-1618), que sacrificó su vida para salvar al primer zar de la dinastía Románov, Miguel I, elegido por el Zemski Sobor en 1613.

## Historia

### Creación
La trama de Una vida por el zar se había usado antes en 1815, cuando Catterino Cavos, un compositor italo-ruso, había escrito un singspiel en dos actos con el mismo título y tema. El título original de la ópera iba a ser Iván Susanin, por el héroe protagonista, pero cuando Nicolás I acudió a un ensayo, Glinka cambió el título a Una vida por el zar como un gesto obsequioso. Este título se conservó en el Imperio ruso hasta la Revolución de octubre, cuando lo cambiaron a Iván Susanin.
Glinka y los escritores con los que se relacionó, eligieron, en Susanin, un héroe del nacionalismo ruso muy apropiado para el ánimo de la época. La obra es la primera ópera nacionalista rusa, con un texto en el idioma del país.

### Representaciones
La ópera se estrenó el 29 de noviembre (fecha rusa, es el 9 de diciembre en el resto del mundo) de 1836 en el Teatro Bolshói Kámenny de San Petersburgo dirigida por Catterino Cavos con diseño escénico de Andréi Roller. Más tarde le siguió su estreno en Moscú el 7 de septiembre de 1842 en una nueva producción con escenarios de Serkov y Shenyán. Fue inmediatamente aclamada como un gran éxito, y se convirtió en la ópera que obligatoriamente abriera la temporada en los teatros de ópera del Imperio ruso. Una vida por el zar ocupa una posición muy importante en el teatro musical ruso como la primera ópera autóctona que ganó un lugar permanente en el repertorio. Fue una de las primeras óperas rusas conocidas fuera de Rusia.
Aunque la ópera era muy popular, su libreto monárquico suponía una vergüenza para el Estado soviético. Después de algunos intentos poco exitosos de remediar esta situación, en 1939 el poeta Serguéi Gorodetski reescribió el texto para eliminar referencias al zar y hacer de esta manera el texto políticamente correcto.
Esta ópera rara vez se representa en la actualidad; en las estadísticas de Operabase aparece la n.º 622 de las óperas representadas en 2005-2010, siendo la 44.ª en Rusia y la segunda de Glinka, con 3 representaciones en el período.
|  |  |  |

### Publicación
- 1857, Partitura vocal con piano, como Una vida por el zar, Stellovski, San Petersburgo.
- 1881, partitura completa, como Una vida por el zar, Stellovski, San Petersburgo.
- 1907, nueva edición por Rimski-Kórsakov y Glazunov, Beliáyev, Leipzig.
- 1942, como Iván Susanin, Muzgiz.
- 1949, como Iván Susanin, Muzgiz.
- 1953, como Iván Susanin, Muzgiz.

## Influencias
Siguiendo la formación europea de Glinka, gran parte de Una vida por el zar se estructuró de acuerdo con los modelos convencionales italiano y francés de la época. A pesar de todo, algunos pasajes de la ópera se basan en canciones folclóricas rusas o temas melódicos folclóricos que se convirtieron en parte importante de la textura musical.
Más importante es el hecho de que esta época estableció los fundamentos de una serie de óperas nacionalistas históricas rusas como Rogneda de Serov, Borís Godunov de Músorgski, La dama de Pskov de Rimski-Kórsakov, El opríchnik o Mazeppa de Chaikovski, y El príncipe Ígor de Borodín.

## Personajes
| Personaje                                                                             | Tesitura  | Estreno mundial, San Petersburgo 29 de noviembre (fecha rusa) de 1836 (Director: Catterino Cavos) | Estreno en Moscú 7 de septiembre (fecha rusa) de 1842 (Director: Iván Iogannis ) |
| ------------------------------------------------------------------------------------- | --------- | ------------------------------------------------------------------------------------------------- | -------------------------------------------------------------------------------- |
| Iván Susanin, un campesino del pueblo de Dómnino                                      | bajo      | Ósip Petrov                                                                                       | Dmitri Kúrov                                                                     |
| Antonida, su hija                                                                     | soprano   | María Stepánova                                                                                   | María Leónova                                                                    |
| Vania, hijo adoptivo de Susanin                                                       | contralto | Anna Petrova-Vorobiova                                                                            | Anfisa Petrova                                                                   |
| Bogdán Sobinin, un miliciano, prometido de Antonida                                   | tenor     | Lev Leónov                                                                                        | Aleksandr Bántyshev                                                              |
| Comandante del destacamento polaco                                                    | bajo      | Serguéi Baykov                                                                                    |                                                                                  |
| Un correo polaco                                                                      | tenor     | I. Makárov                                                                                        |                                                                                  |
| Comandante del destacamento ruso                                                      | bajo      | Alekséi Yefrémov                                                                                  |                                                                                  |
| Coro y mudos: Campesinos y campesinas, milicianos, nobles y damas polacos, caballeros |           |                                                                                                   |                                                                                  |

## Argumento
- Tiempo: El otoño de 1612 y el invierno de 1613.[4]

### Acto I
El pueblo de Dómnino en la región de Kostromá
Antonida está deseando casarse con Sobinin, pero su padre Susanin no le da permiso hasta que un ruso se siente debidamente en el trono de los zares. Cuando Sobinin le informa de que el Gran Consejo en Moscú ha elegido a un zar, todo el mundo lo celebra.

### Acto II
Polonia
En un suntuoso salón, la nobleza celebra el dominio polaco sobre los rusos con canto y baile. De repente un mensajero entra, con noticias de que Mijaíl Románov ha sido elegido como zar de Rusia y que ahora está escondido. Los polacos juran derrocarlo.

### Acto III
La casa de Susanin
Susanin y su hijo adoptivo Vania hacen votos de defender al nuevo zar. Susanin bendice a Sobinin y Antonida ante su próxima boda cuando un destacamento de soldados polacos irrumpe, exigiendo saber el paradero del zar. En lugar de ello Susanin envía a Vania a advertir al zar mientras que él, Susanin, se pierde con los soldados por el bosque. Antonida queda desolada. Sobinin reúne a algunos hombres en misión de rescate.

### Acto IV
Un bosque denso
Sobinin asegura a sus hombres lo correcto de su misión. Cae la noche. En una parte del bosque cerca de un monasterio, Vania llama a la puerta y advierte a los ocupantes para que se lleven al zar. Susanin ha guiado a las tropas polacas a una zona del bosque sin salida, llena de nieve. Los polacos se duermen mientras Susanin espera a la mañana y se despide de sus hijos. Estalla una tormenta de nieve, y cuando amanece, los polacos se despiertan. Cuando se dan cuenta de que Susanin los ha engañado, lo matan.

### Epílogo
Plaza Roja, Moscú.

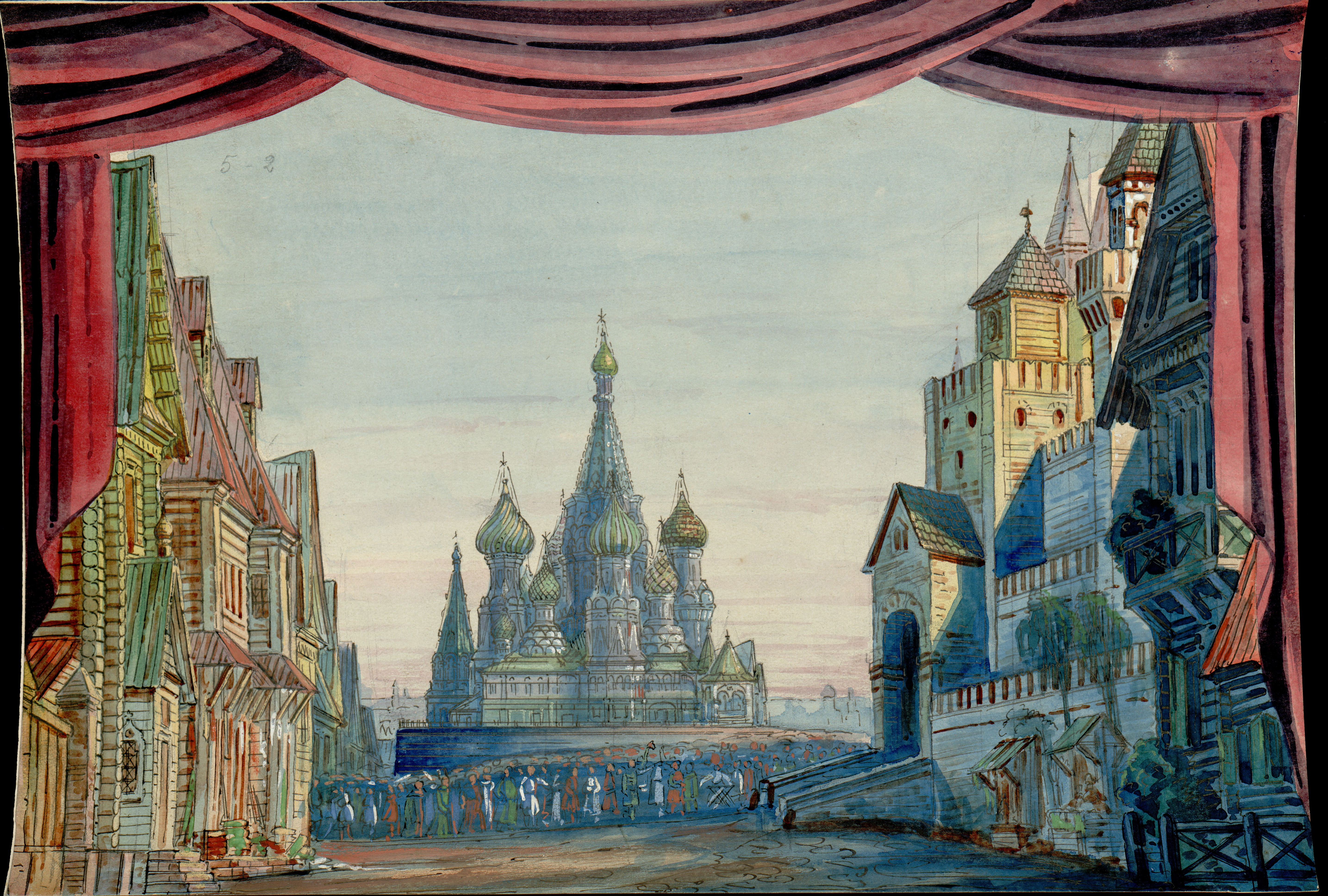
Escenografía para el epílogo

Cruza el escenario una multitud de personas, celebrando el triunfo del nuevo zar.  A solas en su propia procesión solemne, Antonida, Sobinin, y Vania se lamentan por Susanin. Un destacamento de tropas rusas llega hasta ellos y, después de descubrir su relación con Susanin, los reconfortan. La escena cambia a la Plaza Roja, el pueblo proclama gloria al zar y a la memoria de Susanin.

## Principales arias y números
Obertura
Acto I
Cavatina y Rondo: "Al campo, al campo", «В поле, в поле» (Antonida)
Acto II
Coro: Polonesa, Полонез
Danza: Krakowiak, Краковяк
Danza: Vals, Вальс
Danza: Mazurka, Мазурка
Acto III
Canción: "Cuando mataron a la madre del pajarillo", «Как мать убили у малого птенца» (Vania)
Acto IV
Aria: "Hermano en la oscuridad no podemos encontrar al enemigo" n.º 18; (Sobinin)
Aria: "¡Se dan cuenta de la verdad!", «Чуют правду!» n.º 21; (Susanin)
Epílogo
Coro: "¡Gloria, Gloria a ti, sagrada Rus!", «Славься, славься, святая Русь!» (Pueblo)
Los extractos orquestales de la ópera que se pueden oír en una sala de conciertos están formados en su mayor parte por la obertura y los números polacos del segundo acto. Otro extracto, también usando en bandas militares y bandas de música o concierto es el final Slavsya (Gloria) con arreglo para banda de viento y para una fanfarria, famoso debido a su uso en el desfile de la Victoria de Moscú de 1945 y en otros desfiles militares desde entonces. Esta pieza del final fue adaptada y forma parte del repertorio del famoso Coro Aleksándrov desde 2004.

## Grabaciones
En la página web Operadis aparecen 12 grabaciones de la ópera. La siguiente selección de la discografía está realizada incluyendo las mencionadas en La discoteca ideal de la ópera.
| Año  | Elenco (Iván Susanin, Antonida, Vania, Bogdán Sobinin)                        | Director, Teatro y orquesta                                                        | Sello discográfico                                                                                 |
| ---- | ----------------------------------------------------------------------------- | ---------------------------------------------------------------------------------- | -------------------------------------------------------------------------------------------------- |
| 1957 | Boris Christoff, Theresa Stich-Randall, Mela Bugarinovich, Nicolai Gedda      | Ígor Markévich, Orquesta de los Conciertos Lamoureux, Coro de la Ópera de Belgrado | Emi (Grabado en París del 26 de noviembre al 18 de diciembre de 1957)                              |
| 1989 | Boris Martinovich, Alexandrina Pendachanska, Chris Merritt, Stefania Toczyska | Emil Tchakarov, Orquesta del Festival de Sofía, Coro de la Ópera Nacional de Sofía | Sony (Grabado en Sofía, Sala 1 del Palacio Nacional de Cultura, del 9 al 15 de septiembre de 1989) |